# 20세기 스튜디오 코리아
20세기 스튜디오 코리아(영어: 20th Century Studio Korea)은 20세기 폭스에서 만든 영화를 배급하기 위해 1988년에 설립된, 대한민국의 영화 직배사이다.
그러나, 2019년 10월, 월트 디즈니 컴퍼니 코리아와 합병되면서 역사속으로 사라졌다.

## 역사

### 설립 초기
1988년 2월에 설립된, 한국의 2번째 직배회사인 20세기 폭스 코리아는 같은 해 7월, 영화업 등록 허가증을 교부 받아 직배 준비에 곧바로 착수하려고 했지만 미국 직배 반대 시위가 거세지는 바람에 1년간의 준비과정을 거친후
1989년 4월, 대우전자를 통한 가정용 비디오(CBS-FOX 레이블)판매를 시작하는 것으로 본격적인 영업을 시작했다.

### 1989년
1989년 5월, 태흥영화사가 운영했었던 단성사에서 3년간 미니엄 개런티 방식을 통해서 극장 단독 상영 계약을 맺음과 동시에 배급권 중개회사인 노마인터내셔널을 통해서 직접 배급이 아닌 임대계약이라는 색다른 방법으로 직배 사업을 시작했다.

### 1991년
미국 직배시장에 대한 관심이 날로 커져가면서, 태흥영화사 & 노마인터내셔널을 통한 독점 상영권, 임대배급 계약체제를 깨고 단독적 직배체제로 전환했다.

### 2001년
2001년, UIP의 회원사였던 메트로 골드윈 메이어가 탈퇴 하면서, 국제 배급권이 20세기 폭스로 넘어가게 되었다.
따라서, UIP 한국지사가 배급했던 MGM의 국내 배급권이 이 곳으로 이관되어 극장/비디오 등 국내 영화 시장의 배급권을 독점하게 되었다.

### 2012년 ~ 2019년
2012년 2월, 한국 영화 시장에 진출을 선언하면서, 폭스 인터내셔널 픽처스 코리아를 설립, 2013년부터 1년 마다 1편씩 한국영화를 제작해, 각종 플랫폼을 통해서 선보이고 있다.
2019년 10월, 월트 디즈니 컴퍼니 코리아와 합병되면서 20세기 폭스코리아가 역사속으로 사라지게 된다.

## 주요 작품 목록
- 굵은표시는 20세기 폭스 코리아가 자체적으로 수입/배급한 영화이다.